# حاكم الزاملي
حاكم عباس موسى عباس الزاملي هو سياسي عراقي شيعي  ونائب في البرلمان العراقي ورئيس لجنة الأمن والدفاع النيابية العراقية، وشغل منصب الوكيل السابق لوزير الصحة، كما أنه عضو في التيار الصدري بزعامة مقتدى الصدر، ولد بمدينة الكوت سنة 1962، قامت القوات الأمريكية بإعتقاله عام 2007 حينما كان يشغل المدير العام للدائرة المالية والإدارية في وزارة الصحة ووكيل الوزير فيها، بتهمة القتل الطائفي وضلوعه في جرائم نفذتها مجاميع مسلحة.